# Pluk van de Petteflet
Pluk van de Petteflet es un libro para niños de Annie M. G. Schmidt con dibujos de Fiep Westendorp.
Se trata de un niño llamado Pluk que vive en un edificio grande: de Petteflet. Pluk tiene muchos amigos en el edificio: Aagje, una familia muy ruidosa llamado 'de Stampertjes', la paloma Dollie 'la Gorda' y la cucaracha Zaza.
- Datos: Q2357151